# Osanica (Žagubica)
Osanica (em cirílico: Осаница) é uma vila da Sérvia localizada no município de Žagubica, pertencente ao distrito de Braničevo, na região de Homolje. A sua população era de 1044 habitantes segundo o censo de 2002.

## Demografia
| 1948  | 1953  | 1961  | 1971  | 1981  | 1991  | 2002  | 2011  |
| ----- | ----- | ----- | ----- | ----- | ----- | ----- | ----- |
| 1 646 | 1 702 | 1 648 | 1 579 | 1 540 | 1 380 | 1 187 | 1 044 |